# МКС-71
МКС-71 — семьдесят первая долговременная экспедиция Международной космической станции (МКС), которая началась в момент отстыковки пилотируемого космического корабля «Союз МС-24» 6 апреля 2024 года, 03:53 UTC. Экспедиция начала работу в составе семи человек, перешедших из экипажа МКС-70.
6 июня 2024 года, 17:33 UTC в момент стыковки к узлу IDA-2 на PMA-2 модуля «Гармония» пилотируемого космического корабля Boe-CFT экипаж пополнился ещё двумя членами. Изначально полёт Boe-CFT планировался как краткосрочная экспедиция посещения для отработки первого пилотируемого полёта корабля серии CST-100 Starliner, однако из-за необходимости дополнительных испытаний и обнаруженных неисправностей полёт был продлён.
11 сентября 2024 года, 19:32 UTC экспедицию пополнили ещё три члена экипажа в момент стыковки корабля Союз МС-26. Завершилась экспедиция МКС-71 23 сентября 2024 года, 08:36 UTC в момент отстыковки от станции корабля Союз МС-25 с тремя членами длительного экипажа МКС.

## Экипаж
| Должность   | 06.04.24 — 06.06.24                 | 06.06.24 —11.09.24                  | 11—23.09.24                         | № полёта | Дата прибытия                           | Корабль доставки        | Отбытие          | Корабль отбытия  |
| ----------- | ----------------------------------- | ----------------------------------- | ----------------------------------- | -------- | --------------------------------------- | ----------------------- | ---------------- | ---------------- |
| Командир    | Олег Кононенко, командир с 10.03.24 | Олег Кононенко, командир с 10.03.24 | Олег Кононенко, командир с 10.03.24 | 5        | Перевод из МКС-70 (на МКС с 15.09.2023) | Союз МС-24              | 23.09.2024       | Союз МС-25       |
| Бортинженер | Николай Чуб                         | Николай Чуб                         | Николай Чуб                         | 1        | Перевод из МКС-70 (на МКС с 15.09.2023) | Союз МС-24              | 23.09.2024       | Союз МС-25       |
| Бортинженер | Трейси Колдвелл-Дайсон              | Трейси Колдвелл-Дайсон              | Трейси Колдвелл-Дайсон              | 3        | Перевод из МКС-70 (на МКС с 25.03.2024) | Союз МС-25              | 23.09.2024       | Союз МС-25       |
| Бортинженер | Мэттью Доминик                      | Мэттью Доминик                      | Мэттью Доминик                      | 1        | Перевод из МКС-70 (на МКС с 05.03.2024) | SpaceX Crew-8           | Перевод в МКС-72 | Перевод в МКС-72 |
| Бортинженер | Майкл Барратт                       | Майкл Барратт                       | Майкл Барратт                       | 3        | Перевод из МКС-70 (на МКС с 05.03.2024) | SpaceX Crew-8           | Перевод в МКС-72 | Перевод в МКС-72 |
| Бортинженер | Джанетт Эппс                        | Джанетт Эппс                        | Джанетт Эппс                        | 1        | Перевод из МКС-70 (на МКС с 05.03.2024) | SpaceX Crew-8           | Перевод в МКС-72 | Перевод в МКС-72 |
| Бортинженер | Александр Гребёнкин                 | Александр Гребёнкин                 | Александр Гребёнкин                 | 1        | Перевод из МКС-70 (на МКС с 05.03.2024) | SpaceX Crew-8           | Перевод в МКС-72 | Перевод в МКС-72 |
| Бортинженер |                                     | Барри Уилмор                        | Барри Уилмор                        | 3        | 06.06.2024                              | Boeing Crew Flight Test | Перевод в МКС-72 | Перевод в МКС-72 |
| Бортинженер | Сунита Уильямс                      | Сунита Уильямс                      | 3                                   |          | 06.06.2024                              | Boeing Crew Flight Test | Перевод в МКС-72 | Перевод в МКС-72 |
| Бортинженер |                                     |                                     | Алексей Овчинин                     | 4        | 11.09.2024                              | Союз МС-26              | Перевод в МКС-72 | Перевод в МКС-72 |
| Бортинженер | Иван Вагнер                         | 2                                   |                                     |          | 11.09.2024                              | Союз МС-26              | Перевод в МКС-72 | Перевод в МКС-72 |
| Бортинженер | Доналд Петтит                       | 4                                   |                                     |          | 11.09.2024                              | Союз МС-26              | Перевод в МКС-72 | Перевод в МКС-72 |

При возвращении на Землю 23 сентября 2024 года космонавты Олег Кононенко и Николай Чуб установили рекорд длительности одного космического полёта на МКС: 373 сут 21 ч 22 мин. Олег Кононенко также установил новый мировой рекорд суммарной длительности космических полётов за карьеру: 1110 сут 14 ч.

## Ход экспедиции

### Выходы в открытый космос
- 25 апреля 2024 года,  Олег Кононенко и  Николай Чуб, выход из модуля «Поиск» длительностью 4 ч 36 мин, космонавты завершили развертывание одной панели радиолокатора «Напор-миниРСА» на модуле «Наука» и установили оборудование на модуле «Поиск» по анализу уровня коррозии поверхностей и модулей станции[8].
- 24 июня 2024 года,  Трейси Колдвелл-Дайсон и  Майкл Барратт, выход из модуля "Квест" длительностью 31 мин, выход досрочно завершен из-за водяной течи в скафандре Колдвелл-Дайсон[9].

### Принятые грузовые корабли
- Прогресс МС-27, запуск 30 мая 2024 года, 09:42 UTC[10], стыковка 1 июня 2024 года, 11:43 UTC к модулю «Поиск»[11].
- Cygnus CRS NG-21, запуск 4 августа 2024 года, 15:02 UTC, стыковка 6 августа 2024 года, 09:33 UTC к надирному узлу модуля "Юнити".
- Прогресс МС-28, запуск 15 августа 2024 года, 03:20 UTC[12], стыковка 17 августа 2024 года, 05:53 UTC к кормовому узлу модуля «Звезда».

### Отстыкованные грузовые корабли
- SpaceX CRS-30, отстыковка от модуля «Гармония» (IDA-3 на PMA-3) 28 апреля 2024 года, 17:05 UTC[13], приводнение 30 апреля 2024 года, 05:39 UTC[14].
- Прогресс МС-25, отстыковка от модуля «Поиск» 28 мая 2024 года, 08:39 UTC[15], затопление 28 мая 2024 года, 12:29 UTC[16].
- Cygnus CRS NG-20, отстыковка от надирного узла модуля "Юнити" 12 июля 2024 года, 08:00 UTC, затопление 13 июля 2024 года, 16:06 UTC.
- Прогресс МС-26, отстыковка от кормового узла модуля «Звезда» 13 августа 2024 года, 02:00 UTC, затопление 13 августа 2024 года, 05:49 UTC.

### Перестыковка корабля
- SpaceX Crew-8, перестыковка 2 мая 2024 года с четырьмя астронавтами на борту с узла IDA-2 на PMA-2 (отстыковка в 12:57 UTC) на узел IDA-3 на PMA-3 (стыковка 13:46 UTC) модуля «Гармония»[17].

### Пилотируемая миссияBoeing Crew Flight Test (Boe-CFT)
Boe-CFT (англ. Boeing Crew Flight Test) — первый пилотируемый испытательный полёт к МКС американского космического корабля Starliner компании Boeing в рамках второго этапа программы НАСА по развитию частных пилотируемых космических кораблей. Состоялся 5 июня 2024 года в 14:52 UTC с космодрома на мысе Канаверал.
Starliner успешно пристыковался к переднему порту модуля «Гармония» на МКС 6 июня в 13:34 UTC, почти через 27 часов после запуска, стыковка была отложена более чем на час из-за проблем с двигателями управления реакцией космического корабля. 6 июня в 15:45 астронавты Уилмор и Уильямс перешли на станцию, присоединившись к членам экипажа 71-й экспедиции МКС.
Возвращение экспедиции на Землю неоднократно откладывалось. Состоянием на 14 июня 2024 года возвращение планировалось не ранее 22 июня. Однако данный срок был впоследствии сдвинут ещё на 4 дня, до 26 июня, а 22 июня возвращение отложили на неопределенный срок из-за обнаруженных новых утечек в баках наддува гелием и серьёзных проблем с двигателями ориентации. Таким образом члены экипажа корабля вместо участников изначально планировавшийся краткосрочной экспедиции посещения станции стали полноценными членами долговременного экипажа МКС-71.
Из-за проблем по возвращению на Землю корабля CST-100 Starliner миссии Boe-CFT был перенесён планируемый запуск миссии SpaceX Crew-9 к МКС с 18 августа на дату не ранее 24 сентября 2024 года.
24 августа 2024 года НАСА приняло решение о возвращении Уилмор и Уильямс в феврале 2025 года на корабле SpaceX Crew-9. Соответственно, экипаж корабля SpaceX Crew-9 при запуске сокращён с четырёх до двух человек. Корабль Starliner должен отстыковаться от станции и вернуться на Землю в автоматическом беспилотном режиме.
6 сентября 2024 года, 22:04 UTC корабль Starliner отстыковался от станции в автоматическом режиме и 7 сентября 2024 года, 04:01 UTC успешно приземлился на территории штата Нью-Мексико.

### Прочая информация об экспедиции
Космонавты проводили научные эксперименты, снимали просветительские  ролики, проводили телемосты.
Российские участники экспедиции участвовали в олимпиаде по физике.